# Königsberg
Königsberg (tiếng Đức: [ˈkøːnɪçsˌbɛʁk] ⓘ) là tên của một thành phố cổ xưa của nước Phổ và nay là thành phố Kaliningrad của Nga. Ban đầu nó là nơi cư ngụ của các bộ tộc Phổ cổ. Sau này, người Đức đã đến định cư và ngôn ngữ địa phương dần biến mất và các dân tộc sống ở đây bị Đức hóa. Năm 1525, Công quốc Phổ được thành lập và trở thành một phần của Vương quốc Ba Lan. Thủ đô của Công quốc Phổ đặt ở Königsberg. Năm 1701, Vương quốc Phổ được thành lập. Lãnh thổ của Phổ càng ngày mở rộng về phía tây và thành phố này cùng các khu vực lân cận trở thành khu vực ngoại vi và thủ đô mới của Phổ chuyển về Berlin. Vào những năm 70 của thế kỉ 18, thành phố này trở thành thủ phủ của tỉnh Đông Phổ.  
Sang thế kỉ 19 và đầu thế kỉ 20, Đông Phổ trở thành 1 phần lãnh thổ của Liên bang Bắc Đức và sau đó là Đế quốc Đức.Sau chiến tranh thế giới thứ nhất, vì vùng Posen bị cắt cho Ba Lan nên Đông Phổ lại trở thành khu vực ngoại vi và chỉ có thể tiếp cận bằng đường thủy từ Đức cho tới năm 1945. Sau chiến tranh thế giới thứ hai, theo thỏa thuận Potsdam vào tháng 8 năm 1945, Königsberg cùng các vùng lân cận đã được chuyển giao cho Liên Xô và đến năm 1946 được đổi tên thành Kaliningrad để tưởng nhớ nhà cách mạng Liên Xô Mikhail Kalinin (mất ngày 3 tháng 6 năm 1946). Phần lớn người dân Đức ở đây sau năm 1945 đều đã di cư hoặc đã bị trục xuất tới lãnh thổ của nước Đức hiện tại. Đây cũng là vùng lãnh thổ muộn nhất mà tất cả các nước trên thế giới công nhận mà Nga đã sáp nhập được trong quá trình mở rộng lãnh thổ kể từ thời Ivan IV đề ra chính sách này. Nơi đây cũng là địa điểm mà Nga đặt căn cứ của hạm đội hải quân Baltic.